# Joe Klukay
Joseph Francis „Joe“ Klukay (* 6. November 1922 in Sault Ste. Marie, Ontario; † 3. Februar 2006 ebenda) war ein kanadischer Eishockeyspieler, der im Verlauf seiner aktiven Karriere zwischen 1941 und 1963 unter anderem 637 Spiele für die Toronto Maple Leafs und Boston Bruins in der National Hockey League auf der Position des linken Flügelstürmers bestritten hat. Während seiner zehn Spielzeiten in der NHL gewann Klukay, der zu den besten Defensivstürmern seiner Generation zählte, mit den Toronto Maple Leafs in den Jahren 1947, 1948, 1949 und 1951 insgesamt viermal den Stanley Cup. Darüber hinaus nahm er dreimal am NHL All-Star Game teil.

## Karriere
Klukay, der in Sault Ste. Marie in der Provinz Ontario geboren wurde, spielte während seiner Juniorenzeit zunächst in seiner Geburtsstadt. Später war er zwischen 1942 und 1943 bei den Stratford Kroehlers in der Ontario Hockey Association aktiv. Im Verlauf der Stanley-Cup-Playoffs 1943 debütierte der Angreifer schließlich im Profibereich, als er eine Partie für die Toronto Maple Leafs aus der National Hockey League absolvierte. Klukays Sprung in den Profibereich wurde jedoch im Sommer 1943 jäh unterbrochen, als er aufgrund des Zweiten Weltkriegs seinen Militärdienst über zwei Jahre in der Royal Canadian Navy ableisten musste. Dabei spielte er sporadisch für die Teams der Militärbasen der Navy in Toronto und Cornwallis. Im Jahr 1945 beendete er seine Karriere in den kanadischen Streitkräften.
Der Offensivspieler kehrte zur Saison 1945/46 ins professionelle Eishockey zurück. Er kam im Verlauf der Spielzeit in der American Hockey League bei den Pittsburgh Hornets zu Einsätzen und konnte dort mit 49 Scorerpunkten in 57 Spielen überzeugen. Die Hornets dienten zu dieser Zeit als Farmteam der Toronto Maple Leafs. Zum Spieljahr 1946/47 kehrte Klukay nach dreijähriger Abstinenz in den Kader der Toronto Maple Leafs zurück, wo er fortan von Mitspieler Nick Metz zu einem reputablen Defensivstürmer geschult wurde. In den folgenden drei Spielzeiten zwischen 1947 und 1949 gewann der Kanadier mit den Maple Leafs jeweils den Stanley Cup. Ein weiterer folgte am Ende der Stanley-Cup-Playoffs 1951. Zudem nahm er als Mitglied des amtierenden Meisters in Folge der ersten drei Titelgewinne an ebenso vielen NHL All-Star Games teil. Nach insgesamt sechs Spielzeiten im Trikot Torontos kam Klukays Zeit dort im September 1952 zu einem Ende, als das Team verjüngt und er an die Boston Bruins verkauft wurde.
Bei den Bruins verbrachte der Stürmer etwas mehr als zwei Jahre, in denen er in der Saison 1953/54 erstmals in seiner Karriere die Marke von 20 erzielten Toren erreichte. Zudem stand er mit Boston in der Finalserie der Stanley-Cup-Playoffs 1953, wo er seinen fünften Titelgewinn aber verpasste. Im November 1954 kehrte er schließlich im Tausch für Leo Boivin zu den Toronto Maple Leafs zurück. Dort bestritt er eine weitere komplette Saison in der NHL. Im Spieljahr 1955/56 wurde der mittlerweile 33-Jährige nach 18 Saisoneinsätzen im November 1955 zu den Pittsburgh Hornets in die AHL geschickt. Dort beendete er die Spielzeit und kehrte in der Folge nicht mehr in die NHL zurück.
Stattdessen verschlug es Klukay nach Windsor. Dort lief er vom Herbst 1955 an bis 1963 für die Windsor Bulldogs auf. Zunächst in der Northern Ontario Hockey Association, später dann in der Ontario Hockey Association. Die Zeit in Windsor wurde im Frühjahr 1963 mit dem Gewinn des Allan Cups unter der Regie von Trainer Harry Watson gekrönt. Anschließend wurden die Bulldogs in die International Hockey League aufgenommen und zunehmend professionalisiert. In der IHL absolvierte der nun 40-jährige Angreifer eine Partie für Windsor, ehe er seine aktive Karriere für beendet erklärte. Nach seinem Karriereende blieb Klukay dem Eishockey als Schiedsrichter treu und hatte seinen Lebensmittelpunkt in Southfield im US-Bundesstaat Michigan. Er verstarb im Februar 2006 in seiner Geburtsstadt Sault Ste. Marie im Alter von 83 Jahren.

## Erfolge und Auszeichnungen
| - 1947 Stanley-Cup-Gewinn mit den Toronto Maple Leafs - 1947 Teilnahme am NHL All-Star Game - 1948 Stanley-Cup-Gewinn mit den Toronto Maple Leafs - 1948 Teilnahme am NHL All-Star Game | - 1949 Stanley-Cup-Gewinn mit den Toronto Maple Leafs - 1949 Teilnahme am NHL All-Star Game - 1951 Stanley-Cup-Gewinn mit den Toronto Maple Leafs - 1963 Allan-Cup-Gewinn mit den Windsor Bulldogs |

## Karrierestatistik
(Legende zur Spielerstatistik: Sp oder GP = absolvierte Spiele; T oder G = erzielte Tore; V oder A = erzielte Assists; Pkt oder Pts = erzielte Scorerpunkte; SM oder PIM = erhaltene Strafminuten; +/− = Plus/Minus-Bilanz; PP = erzielte Überzahltore; SH = erzielte Unterzahltore; GW = erzielte Siegtore; 1 Play-downs/Relegation; Kursiv: Statistik nicht vollständig)